# Li Fabin
Li Fabin (født 15. januar 1993) er en kinesisk vægtløfter.
Han repræsenterede Kina under sommer-OL 2020 i Tokyo, hvor han vandt guld i 61 kg.